# جيم براون (سياسي أسترالي)
جيم براون (بالإنجليزية: Jim Brown)‏ هو سياسي أسترالي، ولد في 19 مارس 1918 في سيسنوك في أستراليا، وتوفي في 17 يناير 1999 في كوفس هاربور في أستراليا. انتخب عضو الجمعية التشريعية نيو ساوث ويلز عن دائرة Electoral district of Raleigh ‏ (21 مارس 1959 – 28 أغسطس 1981).